# 约瑟夫·史迪威
约瑟夫·沃伦·史迪威（英語：Joseph Warren Stilwell，1883年3月19日—1946年10月12日），出生於美國佛羅里達州，美國陸軍四星上將，曾經在第二次世界大戰期間駐中國接近三年，任駐華美軍司令、緬印戰場英軍副司令、盟軍中國戰區參謀長、調度中國物資等職務。後因與国民政府軍事委員會委員長蔣中正關係破裂而被調任，1946年在旧金山去世。

## 生平

### 早年
史迪威在佛羅里達州帕拉特卡出生:10，是第八代英国移民，祖上直到其父亲本杰明（Benjamin）出生前都一直在纽约居住，史迪威亦在纽约长大。父亲严厉管教他，并要求他参加宗教活动，反而让史迪威更加叛逆并远离宗教:9。后来，父亲要求他前往西点军校就读，而不是史迪威更心仪的耶鲁大学。为此，父亲甚至不惜动用家庭关系，联系时任总统麦金莱，以在报名截止后仍能安排史迪威入学:12。
史迪威在西点期间法语成绩曾列班上第一位，亦曾尝试将发明不久的篮球推广到校内。他于1904年畢業，排名為124位畢業生中之第32名:15。
畢業後的史迪威曾派駐各國，1913年起任教西點軍校，教授英語、西班牙文、歷史，並短暫派駐馬德里；第一次世界大戰期間史迪威擔任第四集團軍情報官，因參與謀劃且為聖米耶勒戰役執行情蒐任務獲頒傑出服務勳章。
在戰間期，史迪威的職業生涯多半奉獻在中國這塊土地上；1919年，史迪威經美國戰爭部軍事情報司任命作為駐華人選，並在加州大學柏克萊分校學習中文。1920年-1922年，史迪威派駐至山西、陝西協助道路興建，他在當時結識馮玉祥；1922年9月，赴東北情蒐日本進軍西伯利亞相關情報；1923年返國，進入喬治亞州班寧堡修習步兵高級戰術課程，1925年在堪薩斯州萊文沃思堡美國陸軍指揮參謀學院深造，1926年再次派赴中國。由于史迪威在班宁堡基地期间对下属训话严厉，甚至有人曾在一个醋瓶子上画了他的漫画像，“醋乔”（Vinegar Joe）的绰号便由此得来:125。
從1926年9月，史迪威任駐天津的美军第十五步兵團營長及參謀（當時之代理團長為馬歇爾中校）；在他任內一度因國民革命軍北伐導致他無法返回北京，只能從徐州搭車到浦口換乘美軍賓夕法尼亞號戰艦離境；1929年4月離任。
1935年至1939年，史迪威第三度赴華履新，任美國駐華大使館武官，因職責所需首度直接接觸時任國民政府軍事委員會委員長蔣中正，在華其間曾與左派人士交好，也影響後來任中國戰區參謀長時本身的政治傾向與對國民政府採不信任之態度。
史迪威在七七事变期间命令助手戴维·巴雷特上校调查事件。抗日战争结束后，在史迪威的支持下，戴维·巴雷特前往位于东京的远东国际军事法庭作证:162。

### 二次大戰
史迪威于1939年起任职美军第2步兵师副司令，1940年起改在加州组建训练第7步兵师，本来的计划是投入盟军在北非的行动:231-232。然而在美日开战后，中国和美国成为盟友，故罗斯福认为有必要在中国安排一位高级军官帮助中国抗击日本。罗斯福听取马歇尔的建议後，不顾史迪威本人反对，将其派至中国担任中缅印战区美方指挥官，军衔为准将。史迪威本人有三重身份：中缅印战区的美军司令，英军缅印战场副司令（正职是蒙巴顿），以及同盟國中國戰區統帥蒋中正的参谋長。
中国和英国军队装备及士气皆不佳，蒋中正更关心的是通过租借法案获得补给，以用于防范日军突袭，并把这些装备用于之后可能发生的国共内战中。尤其在目睹缅甸英军一败涂地之后，国府上下弥漫着“该让美国人承担对日作战责任”的氛围:303。故而史迪威来华后的第一要务便是整顿军务，然而这要通过撤换蒋的亲信实现，蒋因此不信任史迪威，害怕军队脱离他的掌控。由于中国的海岸线几乎被日本控制，驼峰航线是当时唯一的军援通道，蒋又相对信任执行驼峰航线任务的陈纳德，后者遂经常与史迪威发生矛盾:307。
最初，馬歇爾堅決主張，盟國對於中國戰區的任何支援，都一定要排在最後的順位，罗斯福亦采纳之。但日軍向英國宣戰後迅速攻佔新加坡、馬來西亞，然後轉而攻擊緬甸仰光，最终缅甸沦陷。英美盟国希望通过缅甸境内公路支援中国抗战的战略不再可行。
史迪威到达缅甸时，正逢盟军自缅甸败退。史迪威便单独率领其麾下117人由缅甸急行军撤退至印度阿萨姆邦。史迪威认定中国军队也可拥有上佳战斗力，故在兰伽开辟训练营训练从缅甸撤退的中国军队。緬甸陷落後，中國在陸地及海上運輸線被切斷，所有運輸只能由印度經駝峰由空運進行。驼峰航线的运力仅能基本维持中国军队抗战之用，更有部分物资被中美军人卖往黑市中饱私囊:377。故而除了溫蓋特将军的渗透作战外，盟军在缅甸战场大部分是防御作战。

### 與國民政府之衝突
| -{I have waited long for vengeance, At last I’ve had my chance. I’ve looked the Peanut in the eye And kicked him in the pants. The old harpoon was ready With aim and timing true, I sank it to the handle, And stung him through and through. The little bastard shivered, And lost the power of speech. His face turned green and quivered As he struggled not to screech. For all weary battles, For all my hours of woe, At last I've had my innings And laid the Peanut low. I know I've still to suffer, And run a weary race, But oh! the blessed pleasure! I've wrecked the Peanut's face.}- | 為報仇我等了很久， 我終於有機會。 盯著花生的眼睛 往他褲子踹一腳。 舊魚叉已準備好了 把握时机准确瞄准， 直到外面只剩下手柄， 一次又一次刺穿他。 這小混蛋發抖， 也说不出话来。 他臉色變綠顫抖 掙扎著不肯出聲。 抵偿我所有疲倦的戰鬥， 抵偿我的所有困苦， 終於輪到我的回合， 将花生击倒在地。 我知道我還得受苦， 繼續受累受委屈， 可是——啊——感覺好快樂！ 我撕碎了花生的臉。 |

史迪威由于撇下戴安澜率领的第200师独自撤退，导致中国军队重大伤亡，故蒋中正对此耿耿于怀:208，而史迪威又严格控制驼峰航线运输量，蒋中正已大为光火，但顾及中美同盟关系，他最初并不直接与史迪威对峙，而是通过要求马歇尔和罗斯福“重新评估”史迪威的能力，以及截留史迪威的命令，来削弱其权力。史迪威在言論與日記中替蔣中正取了「Peanut」（笨蛋、沒用的小人物。直譯是「花生米」）的綽號:216（后来这反而成了盟军电台里指代蒋中正的暗号），蒋亦认为史迪威无情无义、不服命令、轻视上级、傲慢自大:214。
1942年6月，宋子文從華府向蔣報告，美國戰爭部長史汀生告訴他，如果蔣認為史迪威不適任，美國會考慮換人；馬歇爾和史汀生對緬甸失利，以及史迪威在呈到華府之報告中斥責蔣，都有些吃驚；口信似乎替辭退史迪威開了不錯的頭:234-235。史迪威重一隅而忽略全局，與中國全面抗戰之戰略觀念不同，遂公開反抗蔣之命令:131。蔣一再替史迪威背書，顯然消除馬歇爾和史汀生對史迪威是否適任之疑慮；此後他們倆和史迪威一同反對蔣，甚至到不顧中美盟誼也要支持史迪威:235。
尽管史迪威名义上统御在华盟军，实际上蒋中正仍然直接对国军发号施令，加上驼峰航线问题，使得史迪威最终直接请求罗斯福增加对华援助，以帮助蒋抗衡日军和后来的共产党:207，但最终绝大多数援助实际上都落到了美军自己手上:271。
1943年6月24日，史氏因要求撤換杜聿明軍長不獲中國政府同意，乃不經預告，於二日後將中國戰區作戰之美國第十隊轟炸機，全部調埃及助英軍作戰；其後史氏曾拒絕將租借法案下撥給中美商業組織之中國航空公司兩架運輸機轉交中國空軍，不肯向華盛頓代轉中國前線500架飛機之作戰計劃，反對美軍1,000桶飛機汽油之借用；史氏甚至要求擔任中國三軍統帥，美援武器直接援助中共，大為中國朝野所不滿:131。史迪威想在中國軍中取得「前敵總司令」之頭銜，對所有中國部隊擁有「絕對權力」，認為蔣若不同意就「滾一邊去」，因為美國會停止一切對華援助；史迪威之前是一名上校，沒有實戰經驗，現在想成為中國最有權力者，僭取中國軍隊近20年之首席人物之大位:263。8月21日，宋子文謁見羅斯福，稱若史迪威不解職則「中、美合作堪憂」；羅斯福答說，他也有在想此事；宋向蔣報告此對話:265。9月16日，宋子文向羅斯福辭行，羅同意更換史迪威；宋離開華府前也被告知，馬歇爾對史迪威不再那麼欣賞:265-266。宋子文和美國陸軍供應司令索摩維爾將軍飛回重慶；索摩維爾用盡一切辦法，設法勸說蔣再給史迪威一次機會，也私底下告訴史迪威，蔣堅持要把他解職，而且羅斯福曾經兩度考慮要召他回國；但是，蔣心意未決:266。10月16日，新任盟軍東南亞戰區總司令蒙巴頓勳爵飛抵重慶，當蔣問起時，蒙巴頓堅持史迪威應該留任，因蒙巴頓剛批示史迪威在本兼各職外，出任其副手；10月17日夜，宋靄齡和宋美齡陪同史迪威見蔣，史迪威稱誠心希望幫助中國，若有誤解「皆出無心」，保證必不再犯，蔣建議史迪威克制其優越情結:267。宋子文報告蔣，他終於取得美國政府無條件支持和諒解史迪威去職，宋子文對史迪威留任極失望:267-268。11月12日起三天，赫爾利對蔣說，美國戰後政策是反對任何形式帝國主義，並且支持自由、強大、民主之中國做為亞洲最主要、穩定之力量:272。

史迪威亦对国民政府在戰時仍舊普遍腐败严重大为不满。他在日记中记载当时由蒋政府贪污的金额高达380,584,000美元（以1944年汇率计）。《剑桥中国史》曾指出，六成到七成的国军新兵无法完成基本的军事训练，其中，四成新兵技能生疏，剩余约二成则是饿死。史迪威最终相信蒋中正无力带领国军抗日:96，甚至曾计划暗杀蒋中正并以他人取而代之:75-79。

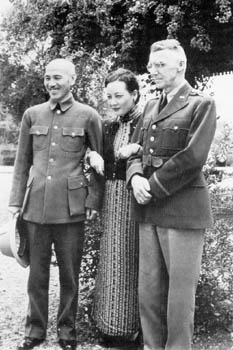
蔣中正、宋美齡與史迪威

### 與英國東南亞戰區之衝突
日本偷襲珍珠港後，美國海軍和日軍在南太平洋約有1年的時間陷入膠著戰況，日本軍隊則趁這機會掠取大半東南亞精華領土，並於馬來亞海戰、印度洋空襲中，幾乎將英國皇家海軍主戰艦摧殘一空；英國在1942年起對東南亞的主要戰略是以抵禦印度不會遭日軍攻佔，但史迪威個人念茲在茲的是他在緬甸的慘敗，因此自1942年重整軍備之後，史迪威多度在中緬印戰區會議內提出結合戰區內同盟國軍的反攻方案。史迪威的反攻計劃遭當時的印度英軍總司令韋維爾元帥拒絕；而此後史迪威的反應是開始公開批評英軍猶豫不決、懦弱無能，只關心保護英國的殖民地，這自然相當程度的惹火了在印度的英軍指揮層人員。当时孟拱战役中，钦迪特特种部队的伤亡90%以上出现在史迪威直接指挥的那一天，而史迪威却声称拿下孟拱的是中国军队。这让他与钦迪特所属的77旅指挥官卡尔维特（J. M. Calvert）非常不和，其后卡尔维特更拒绝应史迪威的要求把77旅派往密支那战斗。最终，两人的冲突以史迪威认错服输告终。
此後韋維爾元帥因與邱吉爾關係不佳而被撤換，並在1943年10月6日由素來人緣甚佳的蒙巴頓勳爵接替指揮；原本中緬印戰區的統一指揮體系也因戰略方針歧異過大無法協調因此在1943年8月拆分為東南亞指揮所（SEAC）與中國指揮所，史迪威原先的中國戰區參謀長一職外，也身兼東南亞戰區副司令，職權僅次於蒙巴頓。
當時中緬印戰區內已經有多數人員要求撤換史迪威職務，蒙巴頓起初並無撤換史迪威的意圖；但共事日久後蒙巴頓也察覺史迪威的個人風格對中緬印戰區的統御有高度負面影響，1944年後蒙巴頓都公開表示不願與其共事，並對英國政府和到後來對馬歇爾提出正式要求撤換史迪威。
史迪威本人雖然表面沒直接批評，但私底下將這位新上司和羅斯福總統批判到毫無價值；史迪威日记在1944年1月12日記載：“这个漂亮男孩，不过如此，受不起风险，我开始怀疑他是否真的懂事。”“统帅部人用得太多，哗拉哗拉讲空话，不想打仗。”直到1944年8月，日记本內記載批判蒙巴顿的话愈来愈多，例如：“蒙巴顿是一匹笨驴”、“爱出风头的小把戏”、“一把尿壶”，史氏反英情绪日益高涨，在日记中记着：“英国人我越看越气愤”、“这批伪君子、私生子，用尽方法和机会，要割破我们的喉管。”

### 被撤回國
史迪威與蔣中正的關係最終發展成勢成水火。1944年年春季以後，日軍在華發動「一號作戰」打通大陸橋，由于为了支援英军在英帕尔的作战蒋中正未调一兵一卒回国内，國府部隊在華北、華中、華南均多度潰敗，非史迪威所憎恨的桂系主力部隊也在桂柳會戰同樣一敗塗地。
史迪威認為這是一個最佳機會，可以讓自己掌控中國戰區一切資源，徹底排除蔣中正與何應欽的控制；因此否決蔣中正要求將Y部隊抽調部分強化昆明防禦的命令，还在日记里认为蒋“没治了”（He is impossible!）:425。两人在桂林战役上亦直接冲突，蒋认为需要死守桂林，而史迪威认为这是徒劳:417。史迪威在日记里写道“他们该把蒋（中正）、何（应钦）一伙人一起崩了”:424。最终，史迪威亲自上书总统罗斯福，罗斯福遂一度以断绝全部美援为要挟，要蒋将指挥权交给史迪威。史迪威得悉後，不顾美国来华特使赫尔利反对，親自將該份電報交予蔣中正，之後在他的日記中記下快慰之感:426。蔣中正回覆羅斯福，称此乃其人生大耻，认为美方显然是在干涉中国内政:427-428；倘若要將指揮權交予史迪威，他将与汪精卫无异:428，所以他要求撤换史迪威:452。羅斯福因此派遣特使赫爾利確定兩造狀況，赫爾利在10月12日回覆給羅斯福的信中表示「史迪威是個好人，但無法和蔣介石共事」，更表示史迪威率领的中国军队会在对日作战中完败:428。在把信交给罗斯福之前，赫尔利亦将此信交给史迪威看，史迪威当面斥责赫尔利“是拿一把钝刀割老子喉咙”:428。
最終羅斯福權衡下在1944年10月18日下達命令撤換史迪威，因为与史迪威中英盟国皆不和，史迪威回国时没有欢迎仪式，亦有两位将军接机时告诉他不要回答任何关于中国的问题。
1944年10月29日，史迪威的職務由魏德邁接手。魏德迈后来回忆称，在中国战场作战是美国军官的不幸，无论是战场上还是外交上。
当魏德迈来接手史迪威的工作时，他发现史迪威不仅违反军中常规，故意在他到达之前就离开中国，更连一份交接用的文件都没留下，连史迪威的副官及下属亦一问三不知，因为史迪威“好把作战方案揣在裤兜里”。
史迪威回國後，先後擔任美軍第十軍團司令、第六軍團司令。1946年10月12日現役中因胃癌在三藩市病逝，他死前曾表示：此生不能與朱德並肩作戰為憾。尽管在中缅印战场发生如此多的风波，史迪威回国后并未抱怨华府或国民政府对其待遇不周。

## 主張推翻國民黨和暗殺蔣中正
唐德剛引用美國檔案「戴維斯方案」（PLAN DAVIES，由史迪威與戴維斯擬訂的作戰計畫）：「當美軍於東南沿海登陸時應聯合中國共產黨，共同佔領滬寧地區，並以歐洲戰場繳獲之德軍武器大量裝備共軍，此一方案在完成前不應讓蔣中正知悉。其後應視此一共產政權為享有主權之唯一政府，並把蔣中正的政府排斥在外。」
根據史迪威副手竇恩將軍回憶錄記載，史迪威兩次私下計劃暗殺蔣中正，是因為收到了羅斯福的口頭密令，史稱「藍鯨行動」。第一次是當時派駐印度的中印緬戰區戰略情報局高級官員伊福樂上校表示，大約在1943年8月初到10月底期間，他奉召前往新德里見史迪威。史迪威告訴他「有必要不讓蔣中正擋路」。要伊福樂準備暗殺蔣中正，並在建議下使用肉毒毒素，殺害蔣中正。後因當時暗殺同盟國最高負責人，會令兩國關係和戰況出現危機而暫緩行動。然而這個說法沒有史料依據的，也不符合當時的現實。其次，開羅會議上羅斯福和蔣中正兩人相處融洽沒有矛盾產生。無論是出於美國國家利益考慮，還是私人情感，羅斯福都不可能下令暗殺蔣中正。
第二次在1943年12月11日回到昆明，暗示竇恩將軍：「老大以他威嚴的口吻告訴我，如果你不能和蔣中正好好相處，又不能換掉他，就一勞永逸除掉他。」其後竇恩將軍和兩名美國軍官計劃，利用蔣中正搭機到蘭伽視察，讓美國飛行員偽稱引擎故障，「把一個不管用的降落傘給蔣中正，協助他跳機，令其意外死亡。」但因該計劃太過簡陋，史迪威表示再等待機會而不了了之。然而日本發動豫湘桂会战，蔣中正迫於前方戰事吃緊，取消前往印度的計劃，「藍鯨行動」也因此胎死腹中。
此外英國首相温斯顿·丘吉尔也有過類似想法，指定英國駐華大使館陸軍副武官查爾斯上校，全權負責刺蔣計劃；主因有蔣中正多次鼓動印度獨立，擺脫英國殖民統治、害怕中國壯大會影響其在亞洲的既得利益，此外，雙方也就西藏問題存在諸多分歧。1943年蔣赴印度視察，查爾斯上校打算將三枚微型高爆炸力定時炸彈放在飛機上，不料蔣的護衛人員帶了一隊衛兵將飛機團團圍住，禁止任何人接近，刺殺任務只好不了了之。